# Belényesszentmárton
Belényesszentmárton település Romániában, Bihar megyében.

## Fekvése
Bihar megyében, a Bihar-hegységben, a Visó-patak mellett, Belényestől északnyugatra, Belényes, Gyalány és Biharpoklos között fekvő település.

## Története
A faluban 1999-ben folytatott régészeti feltárások során 11-13. századi település nyomait azonosították.
Belényesszentmárton nevét a korabeli oklevelek 1465-ben említik először, mint a Hont-Pázmány nemzetség panaszi ágának birtokát. 1470-ben a Pályi család volt a település földesura, később pedig 1780-ig a római-, majd a görögkatolikus püspökség birtoka lett.
1910-ben 421 lakosából 416 román, 5 magyar volt. Ebből 411 görögkeleti ortodox, 5 görögkatolikus, 5 izraelita volt.
A trianoni békeszerződés előtt Bihar vármegye belényesi járásához tartozott.
2014-ben szentelték fel a falu új ortodox templomát, amely 1995 – 2014 között épült a régi fatemplom mellett.

## Nevezetességek
- Görögkatolikus temploma 1885-ben épült.